# جون هنري ماكاي
جون هنري ماكاي (بالإنجليزية: John Henry Mackay) (و. 1864 – 1933 م) هو كاتب، وشاعر، وكاتب سير من ألمانيا . ولد في Greenock .
توفي في برلين .

## أعمال بارزة
من أهم أعماله:
- Die Anarchisten.

## روابط خارجية
- جون هنري ماكاي على موقع ميوزك برينز (الإنجليزية)